# Stora Hammarsjön
Stora Hammarsjön är en sjö i Åtvidabergs kommun i Småland och ingår i Storåns huvudavrinningsområde. Sjön har en area på 0,529 kvadratkilometer och ligger 104,1 meter över havet.

## Delavrinningsområde
Stora Hammarsjön ingår i det delavrinningsområde (644665-151756) som SMHI kallar för Utloppet av Lilla Hammarsjön. Medelhöjden är 115 meter över havet och ytan är 4,57 kvadratkilometer. Det finns inga avrinningsområden uppströms utan avrinningsområdet är högsta punkten. Vattendraget som avvattnar avrinningsområdet har biflödesordning 3, vilket innebär att vattnet flödar genom totalt 3 vattendrag innan det når havet efter 36 kilometer. Avrinningsområdet består mestadels av skog (67 %). Avrinningsområdet har 0,68 kvadratkilometer vattenytor vilket ger det en sjöprocent på 14,9 %.